# Cinquième circonscription de la Gironde
La cinquième circonscription de la Gironde est l'une des douze circonscriptions législatives françaises que compte le département de la Gironde (33) situé en région Nouvelle-Aquitaine. Elle est représentée sous la XVIIe législature par Pascale Got (PS).

## Description géographique et démographique

### De 1958 à 1986
Le département avait dix circonscriptions.
La cinquième circonscription de la Gironde était composée de :
- canton de Blanquefort
- canton de Castelnau-de-Médoc
- canton de Lesparre-Médoc
- canton de Pauillac
- canton de Saint-Laurent-et-Benon
- canton de Saint-Vivien-de-Médoc
- commune de Bruges

Source : Journal Officiel du 13-14 Octobre 1958.

### Depuis 1988
La cinquième circonscription de la Gironde est délimitée par le découpage électoral de la loi no 86-1197 du 24 novembre 1986, elle regroupe les divisions administratives suivantes : 
- Canton de Blanquefort
- Canton de Castelnau-de-Médoc
- Canton de Lesparre-Médoc
- Canton de Pauillac
- Canton de Saint-Laurent-Médoc
- Canton de Saint-Vivien-de-Médoc.

Depuis le redécoupage des cantons de 2014, les circonscriptions législatives ne sont plus composées de cantons entiers mais continuent à être définies selon les limites cantonales en vigueur en 2010 (date du dernier redécoupage des circonscriptions). La cinquième circonscription de la Gironde est ainsi composée des cantons actuels suivants :
- canton du Nord-Médoc,
- canton des Portes du Médoc
- canton du Sud-Médoc.

D'après le recensement de la population de 2019, réalisé par l'Institut national de la statistique et des études économiques (INSEE), la population totale de cette circonscription est estimée à 157 527 habitants,.

## Historique des députations
| Législature | Début de mandat | Fin de mandat  | Député                | Parti politique | Observations |
| ----------- | --------------- | -------------- | --------------------- | --------------- | --- |
| Ire         | 9 décembre 1958 | 9 octobre 1962 | Émile Liquard         | UNR             | Mandat écourté à la suite d'une dissolution parlementaire décidée par Charles de Gaulle.                                                                       |
| IIe         | 6 décembre 1962 | 2 avril 1967   | Aymar Achille-Fould   | DVD             | |
| IIIe        | 3 avril 1967    | 30 mai 1968    | Aymar Achille-Fould   | DVD             | Mandat écourté à la suite d'une dissolution parlementaire décidée par Charles de Gaulle.                                                                       |
| IVe         | 11 juillet 1968 | 1er avril 1973 | Aymar Achille-Fould   | DVD             | |
| Ve          | 2 avril 1973    | 2 avril 1978   | Aymar Achille-Fould   | CDP             | |
| VIe         | 3 avril 1978    | 22 mai 1981    | Raymond Julien        | MRG             | Mandat écourté à la suite d'une dissolution parlementaire décidée par François Mitterrand.                                                                     |
| VIIe        | 2 juillet 1981  | 1er avril 1986 | Raymond Julien        | MRG             | Démission le 14 mars 1986; siège vacant jusqu'à la fin du mandat le 1er avril 1986                                                                             |
| VIIIe       | 2 avril 1986    | 14 mai 1988    | Proportionnelle       | [ 20 ]          | Proportionnelle par département, pas de député par circonscription. Mandat écourté à la suite d'une dissolution parlementaire décidée par François Mitterrand. |
| IXe         | 23 juin 1988    | 1er avril 1993 | Pierre Brana          | PS              | |
| Xe          | 2 avril 1993    | 21 avril 1997  | Xavier Pintat,        | UDF-PR,         | Mandat écourté à la suite d'une dissolution parlementaire décidée par Jacques Chirac.                                                                          |
| XIe         | 12 juin 1997    | 18 juin 2002   | Pierre Brana,         | PS,             | |
| XIIe        | 19 juin 2002    | 19 juin 2007   | Jean-François Régère, | UMP,            | |
| XIIIe       | 20 juin 2007    | 19 juin 2012   | Pascale Got           | PS              | |
| XIVe        | 20 juin 2012    | 20 juin 2017   | Pascale Got           | PS              | |
| XVe         | 21 juin 2017    | 21 juin 2022   | Benoît Simian         | LREM            | |
| XVIe        | 22 juin 2022    | 9 juin 2024    | Grégoire de Fournas   | RN              | Mandat écourté à la suite d'une dissolution parlementaire décidée par Emmanuel Macron.                                                                         |
| XVIIe       | 8 juillet 2024  | En cours       | Pascale Got           | PS              | |

## Historique des élections

### Élections de 1958
| Candidat       | Candidat          | Parti          | Premier tour | Premier tour | Second tour | Second tour |  |
| Candidat       | Candidat          | Parti          | Voix         | %            | Voix        | %           |  |
| -------------- | ----------------- | -------------- | ------------ | ------------ | ----------- | ----------- |  |
|                | Émile Liquard élu | UNR            | 16 234       | 44,61        | 21 661      | 61,03       |  |
|                | Guy Lartigue      | SFIO           | 7 952        | 21,85        | 10 486      | 29,54       |  |
|                | André Dartigues   | Radsoc         | 4 925        | 13,54        | Retrait     | Retrait     |  |
|                | Louis Godefroy    | PCF            | 3 734        | 10,26        | 3 348       | 9,43        |  |
|                | Raymond Theil     | Extrême droite | 3 542        | 9,73         | Retrait     | Retrait     |  |
|                |                   |                |              |              |             |             |  |
| Inscrits       | Inscrits          | Inscrits       | 50 540       | 100,00       | 50 435      | 100,00      |  |
| Abstentions    | Abstentions       | Abstentions    | 13 072       | 25,86        | 14 114      | 27,98       |  |
| Votants        | Votants           | Votants        | 37 468       | 74,14        | 36 321      | 72,02       |  |
| Blancs et nuls | Blancs et nuls    | Blancs et nuls | 1 081        | 2,89         | 826         | 2,27        |  |
| Exprimés       | Exprimés          | Exprimés       | 36 387       | 97,11        | 35 495      | 97,73       |  |

Le suppléant d'Émile Liquard était le Docteur Pierre Dottain, maire de Margaux.

### Élections de 1962
| Candidat       | Candidat                | Parti          | Premier tour | Premier tour | Second tour | Second tour |  |
| Candidat       | Candidat                | Parti          | Voix         | %            | Voix        | %           |  |
| -------------- | ----------------------- | -------------- | ------------ | ------------ | ----------- | ----------- |  |
|                | Émile Liquard sortant   | UNR-UDT        | 12 791       | 40,08        | 15 605      | 44,99       |  |
|                | Aymar Achille-Fould élu | CNIP           | 7 087        | 22,21        | 19 080      | 55,01       |  |
|                | Guy Lartigue            | SFIO           | 5 134        | 16,09        | Retrait     | Retrait     |  |
|                | Louis-Marcel Godefroy   | PCF            | 4 161        | 13,04        | Retrait     | Retrait     |  |
|                | André Dartigues         | Radsoc         | 2 742        | 8,59         | Retrait     | Retrait     |  |
|                |                         |                |              |              |             |             |  |
| Inscrits       | Inscrits                | Inscrits       | 51 342       | 100,00       | 51 346      | 100,00      |  |
| Abstentions    | Abstentions             | Abstentions    | 18 543       | 36,12        | 15 229      | 29,66       |  |
| Votants        | Votants                 | Votants        | 32 799       | 63,88        | 36 117      | 70,34       |  |
| Blancs et nuls | Blancs et nuls          | Blancs et nuls | 884          | 2,7          | 1 432       | 3,96        |  |
| Exprimés       | Exprimés                | Exprimés       | 31 915       | 97,3         | 34 685      | 96,04       |  |

Le suppléant d'Aymar Achille-Fould était René Girol, maraîcher, conseiller municipal d'Eysines.

### Élections de 1967
| Candidat       | Candidat                          | Parti          | Premier tour | Premier tour | Second tour | Second tour |  |
| Candidat       | Candidat                          | Parti          | Voix         | %            | Voix        | %           |  |
| -------------- | --------------------------------- | -------------- | ------------ | ------------ | ----------- | ----------- |  |
|                | Jean-François Pintat              | RI             | 16 106       | 36,52        | 18 590      | 43,08       |  |
|                | Aymar Achille-Fould sortant réélu | CD (PDM)       | 15 778       | 35,77        | 24 562      | 56,92       |  |
|                | Gérard Gefen                      | FGDS (CIR)     | 7 137        | 16,18        | Retrait     | Retrait     |  |
|                | Louis Godefroy                    | PCF            | 5 083        | 11,53        |             |             |  |
|                |                                   |                |              |              |             |             |  |
| Inscrits       | Inscrits                          | Inscrits       | 55 595       | 100,00       | 55 590      | 100,00      |  |
| Abstentions    | Abstentions                       | Abstentions    | 10 619       | 19,1         | 10 721      | 19,29       |  |
| Votants        | Votants                           | Votants        | 44 976       | 80,9         | 44 869      | 80,71       |  |
| Blancs et nuls | Blancs et nuls                    | Blancs et nuls | 872          | 1,94         | 1 717       | 3,83        |  |
| Exprimés       | Exprimés                          | Exprimés       | 44 104       | 98,06        | 43 152      | 96,17       |  |

Le suppléant d'Aymar Achille-Fould était René Girol.

### Élections de 1968
| Candidat       | Candidat                          | Parti          | Premier tour | Premier tour | Second tour | Second tour |  |
| Candidat       | Candidat                          | Parti          | Voix         | %            | Voix        | %           |  |
| -------------- | --------------------------------- | -------------- | ------------ | ------------ | ----------- | ----------- |  |
|                | Aymar Achille-Fould sortant réélu | CD (PDM)       | 13 203       | 30,39        | 22 858      | 55,74       |  |
|                | Jean-François Pintat              | RI (UDR)       | 9 698        | 22,32        | Retrait     | Retrait     |  |
|                | Christian Dussedat                | UDR            | 9 417        | 21,68        | 18 150      | 44,26       |  |
|                | Gérard Gefen                      | FGDS (CIR)     | 6 536        | 15,05        | Retrait     | Retrait     |  |
|                | Louis Godefroy                    | PCF            | 4 589        | 10,56        |             |             |  |
|                |                                   |                |              |              |             |             |  |
| Inscrits       | Inscrits                          | Inscrits       | 55 679       | 100,00       | 55 685      | 100,00      |  |
| Abstentions    | Abstentions                       | Abstentions    | 11 722       | 21,05        | 13 230      | 23,76       |  |
| Votants        | Votants                           | Votants        | 43 957       | 78,95        | 42 455      | 76,24       |  |
| Blancs et nuls | Blancs et nuls                    | Blancs et nuls | 514          | 1,17         | 1 447       | 3,41        |  |
| Exprimés       | Exprimés                          | Exprimés       | 43 443       | 98,83        | 41 008      | 96,59       |  |

Le suppléant d'Aymar Achille-Fould était René Girol.

### Élections de 1973
| Candidat       | Candidat                          | Parti          | Premier tour | Premier tour | Second tour | Second tour |  |
| Candidat       | Candidat                          | Parti          | Voix         | %            | Voix        | %           |  |
| -------------- | --------------------------------- | -------------- | ------------ | ------------ | ----------- | ----------- |  |
|                | Aymar Achille-Fould sortant réélu | CDP (URP)      | 17 562       | 34,79        | 26 442      | 51,96       |  |
|                | Raymond-Georges Julien            | MRG (UGSD)     | 12 027       | 23,83        | 24 451      | 48,04       |  |
|                | Alain Chancogne                   | PCF            | 8 496        | 16,83        | Retrait     | Retrait     |  |
|                | Denyse Pintat                     | RI             | 6 915        | 13,7         | Retrait     | Retrait     |  |
|                | Bernard Ginestet                  | CD (MR)        | 5 475        | 10,85        |             |             |  |
|                |                                   |                |              |              |             |             |  |
| Inscrits       | Inscrits                          | Inscrits       | 64 010       | 100,00       | 63 967      | 100,00      |  |
| Abstentions    | Abstentions                       | Abstentions    | 12 325       | 19,25        | 11 684      | 18,27       |  |
| Votants        | Votants                           | Votants        | 51 685       | 80,75        | 52 283      | 81,73       |  |
| Blancs et nuls | Blancs et nuls                    | Blancs et nuls | 1 210        | 2,34         | 1 390       | 2,66        |  |
| Exprimés       | Exprimés                          | Exprimés       | 50 475       | 97,66        | 50 893      | 97,34       |  |

Le suppléant d'Aymar Achille-Fould était Guy Antoune, géomètre expert, maire d'Eysines. Guy Antoune remplaça Aymar Achille-Fould, nommé membre du gouvernement, du 13 mai 1973 à septembre 1976.

### Élection partielle de 1976
Élection partielle à la suite de la démission de Guy Antoune.
| Candidat                                               | Candidat                          | Parti              | Premier tour | Premier tour | Second tour | Second tour |  |
| Candidat                                               | Candidat                          | Parti              | Voix         | %            | Voix        | %           |  |
| ------------------------------------------------------ | --------------------------------- | ------------------ | ------------ | ------------ | ----------- | ----------- |  |
|                                                        | Aymar Achille-Fould sortant réélu | RI                 | 22 287       | 49,65        | 26 328      | 51,37       |  |
|                                                        | Raymond-Georges Julien            | MRG (PS)           | 15 956       | 35,55        | 24 914      | 48,62       |  |
|                                                        | Alain Chancogne                   | PCF                | 5 610        | 12,50        |             |             |  |
|                                                        | Gérard Barthélemy                 | LO                 | 524          | 1,16         |             |             |  |
|                                                        | Jean-Pierre Fontagnère            | PSU (Révolution !) | 503          | 1,12         |             |             |  |
|                                                        |                                   |                    |              |              |             |             |  |
| Inscrits                                               | Inscrits                          | Inscrits           | 71 951       | 100,00       | 72 672      | 100,00      |  |
| Abstentions                                            | Abstentions                       | Abstentions        | 26 237       | 36,47        | 20 750      | 28,55       |  |
| Votants                                                | Votants                           | Votants            | 45 714       | 63,53        | 51 922      | 71,45       |  |
| Blancs et nuls                                         | Blancs et nuls                    | Blancs et nuls     | 834          | 1,82         | 680         | 1,31        |  |
| Exprimés                                               | Exprimés                          | Exprimés           | 44 880       | 98,18        | 51 242      | 98,69       |  |
| Source : Le Monde, éditions des 16 et 23 novembre 1976 |                                   |                    |              |              |             |             |  |

### Élections de 1978
| Candidat       | Candidat                    | Parti          | Premier tour | Premier tour | Second tour | Second tour |  |
| Candidat       | Candidat                    | Parti          | Voix         | %            | Voix        | %           |  |
| -------------- | --------------------------- | -------------- | ------------ | ------------ | ----------- | ----------- |  |
|                | Aymar Achille-Fould sortant | UDF (CDS)      | 26 117       | 38           | 35 400      | 49,72       |  |
|                | Raymond-Georges Julien élu  | MRG            | 13 672       | 19,89        | 35 794      | 50,28       |  |
|                | Alain Chancogne             | PCF            | 12 745       | 18,54        | Retrait     | Retrait     |  |
|                | Guy Coubris                 | diss. PS       | 7 264        | 10,57        |             |             |  |
|                | René Pagès                  | RPR            | 6 099        | 8,87         |             |             |  |
|                | André Chambord              | PSU (FA)       | 1 253        | 1,82         |             |             |  |
|                | Marie-José Montanès         | LO             | 1 175        | 1,71         |             |             |  |
|                | Bernard Parvery             | Divers (GO)    | 411          | 0,6          |             |             |  |
|                |                             |                |              |              |             |             |  |
| Inscrits       | Inscrits                    | Inscrits       | 82 827       | 100,00       | 82 820      | 100,00      |  |
| Abstentions    | Abstentions                 | Abstentions    | 12 707       | 15,34        | 10 493      | 12,67       |  |
| Votants        | Votants                     | Votants        | 70 120       | 84,66        | 72 327      | 87,33       |  |
| Blancs et nuls | Blancs et nuls              | Blancs et nuls | 1 384        | 1,97         | 1 133       | 1,57        |  |
| Exprimés       | Exprimés                    | Exprimés       | 68 736       | 98,03        | 71 194      | 98,43       |  |

Le suppléant de Raymond-Georges Julien était Bernard Bazingette, PS, maire adjoint de Lesparre-Médoc.

### Élections de 1981
| Candidat       | Candidat                             | Parti          | Premier tour | Premier tour | Second tour | Second tour |  |
| Candidat       | Candidat                             | Parti          | Voix         | %            | Voix        | %           |  |
| -------------- | ------------------------------------ | -------------- | ------------ | ------------ | ----------- | ----------- |  |
|                | Aymar Achille-Fould                  | UDF (Rad)      | 27 057       | 43,16        | 30 909      | 45,50       |  |
|                | Raymond-Georges Julien sortant réélu | MRG            | 26 886       | 42,89        | 37 016      | 54,50       |  |
|                | Alain Chancogne                      | PCF            | 8 031        | 12,81        |             |             |  |
|                | François Labrosse                    | LCR            | 715          | 1,14         |             |             |  |
|                |                                      |                |              |              |             |             |  |
| Inscrits       | Inscrits                             | Inscrits       | 90 133       | 100,00       | 90 132      | 100,00      |  |
| Abstentions    | Abstentions                          | Abstentions    | 26 676       | 29,6         | 21 224      | 23,55       |  |
| Votants        | Votants                              | Votants        | 63 457       | 70,4         | 68 908      | 76,45       |  |
| Blancs et nuls | Blancs et nuls                       | Blancs et nuls | 768          | 1,21         | 983         | 1,43        |  |
| Exprimés       | Exprimés                             | Exprimés       | 62 689       | 98,79        | 67 925      | 98,57       |  |

Le suppléant de Raymond-Georges Julien était Bernard Bazingette.

### Élections de 1988
| Candidat       | Candidat          | Parti          | Premier tour | Premier tour | Second tour | Second tour |  |
| Candidat       | Candidat          | Parti          | Voix         | %            | Voix        | %           |  |
| -------------- | ----------------- | -------------- | ------------ | ------------ | ----------- | ----------- |  |
|                | Pierre Brana élu  | PS             | 22 601       | 47,47        | 28 141      | 54,98       |  |
|                | Yves Lecaudey     | UDF (PR) (URC) | 17 922       | 37,64        | 23 041      | 45,02       |  |
|                | Michel Jaquet     | FN             | 3 994        | 8,39         |             |             |  |
|                | Henriette Poirier | PCF            | 3 095        | 6,5          |             |             |  |
|                |                   |                |              |              |             |             |  |
| Inscrits       | Inscrits          | Inscrits       | 72 075       | 100,00       | 72 046      | 100,00      |  |
| Abstentions    | Abstentions       | Abstentions    | 23 626       | 32,78        | 19 902      | 27,62       |  |
| Votants        | Votants           | Votants        | 48 449       | 67,22        | 52 144      | 72,38       |  |
| Blancs et nuls | Blancs et nuls    | Blancs et nuls | 837          | 1,73         | 962         | 1,84        |  |
| Exprimés       | Exprimés          | Exprimés       | 47 612       | 98,27        | 51 182      | 98,16       |  |

Le suppléant de Pierre Brana était le Docteur Jacques Noël, conseiller général, maire de Saint-Vivien-de-Médoc.

### Élections de 1993
| Candidat       | Candidat                | Parti          | Premier tour | Premier tour | Second tour | Second tour |  |
| Candidat       | Candidat                | Parti          | Voix         | %            | Voix        | %           |  |
| -------------- | ----------------------- | -------------- | ------------ | ------------ | ----------- | ----------- |  |
|                | Xavier Pintat élu       | UDF (PR)       | 19 113       | 36,81        | 28 440      | 55,96       |  |
|                | Pierre Brana sortant    | PS (ADFP)      | 11 334       | 21,83        | 22 380      | 44,04       |  |
|                | Henri Sabarot           | CPNT           | 7 173        | 13,82        |             |             |  |
|                | Jean-Philippe Lavalette | FN             | 5 174        | 9,97         |             |             |  |
|                | Conchita Cimbron        | PCF            | 3 098        | 5,97         |             |             |  |
|                | Luc-Etienne Lapère      | GÉ (EÉ)        | 2 999        | 5,78         |             |             |  |
|                | Lionel Mostolat         | LT-LNÉ         | 1 626        | 3,13         |             |             |  |
|                | Christian Grimbert      | LO             | 1 401        | 2,7          |             |             |  |
|                |                         |                |              |              |             |             |  |
| Inscrits       | Inscrits                | Inscrits       | 77 494       | 100,00       | 77 490      | 100,00      |  |
| Abstentions    | Abstentions             | Abstentions    | 22 781       | 29,4         | 22 517      | 29,06       |  |
| Votants        | Votants                 | Votants        | 54 713       | 70,6         | 54 973      | 70,94       |  |
| Blancs et nuls | Blancs et nuls          | Blancs et nuls | 2 795        | 5,11         | 4 153       | 7,55        |  |
| Exprimés       | Exprimés                | Exprimés       | 51 918       | 94,89        | 50 820      | 92,45       |  |

Le suppléant de Xavier Pintat était Michel Lescoutra, RPR, conseiller général du canton de Castelnau-de-Médoc, maire de Listrac-Médoc.

### Élections de 1997
| Candidat       | Candidat                | Parti          | Premier tour | Premier tour | Second tour | Second tour |  |
| Candidat       | Candidat                | Parti          | Voix         | %            | Voix        | %           |  |
| -------------- | ----------------------- | -------------- | ------------ | ------------ | ----------- | ----------- |  |
|                | Pierre Brana élu        | PS             | 18 024       | 33,68        | 31 013      | 54,89       |  |
|                | Xavier Pintat sortant   | UDF (PR)       | 16 846       | 31,48        | 25 489      | 45,11       |  |
|                | Jean-Philippe Lavalette | FN             | 7 898        | 14,76        |             |             |  |
|                | Conception Cimbron      | PCF            | 4 071        | 7,61         |             |             |  |
|                | Annie Gaillat           | Les Verts      | 1 503        | 2,81         |             |             |  |
|                | Monique Toulet-Bayti    | US4J           | 966          | 1,8          |             |             |  |
|                | Christian Grimbert      | Extrême gauche | 954          | 1,78         |             |             |  |
|                | Jean-Pierre Baillarge   | MDC            | 869          | 1,62         |             |             |  |
|                | Régis Di Giulio         | LDI (CNIP)     | 842          | 1,57         |             |             |  |
|                | Stéphane Saubusse       | MÉI            | 726          | 1,36         |             |             |  |
|                | Lionel Mostolat         | LT-LNÉ         | 677          | 1,26         |             |             |  |
|                | Christian Joubert       | Divers droite  | 145          | 0,27         |             |             |  |
|                |                         |                |              |              |             |             |  |
| Inscrits       | Inscrits                | Inscrits       | 79 675       | 100,00       | 79 674      | 100,00      |  |
| Abstentions    | Abstentions             | Abstentions    | 23 385       | 29,35        | 19 820      | 24,88       |  |
| Votants        | Votants                 | Votants        | 56 290       | 70,65        | 59 854      | 75,12       |  |
| Blancs et nuls | Blancs et nuls          | Blancs et nuls | 2 769        | 4,92         | 3 352       | 5,6         |  |
| Exprimés       | Exprimés                | Exprimés       | 53 521       | 95,08        | 56 502      | 94,4        |  |

Le suppléant de Pierre Brana était Jean-Jacques Corsan, instituteur, maire de Saint-Germain-d'Esteuil.

### Élections de 2002
| Candidat       | Candidat                 | Parti            | Premier tour | Premier tour | Second tour | Second tour |  |
| Candidat       | Candidat                 | Parti            | Voix         | %            | Voix        | %           |  |
| -------------- | ------------------------ | ---------------- | ------------ | ------------ | ----------- | ----------- |  |
|                | Pierre Brana sortant     | PS               | 17 652       | 31,05        | 24 421      | 47,1        |  |
|                | Jean-François Régère élu | UDF (UMP)        | 16 474       | 28,97        | 27 427      | 52,9        |  |
|                | Henri Sabarot            | CPNT             | 7 249        | 12,75        |             |             |  |
|                | Denis Lemoine            | FN               | 6 515        | 11,46        |             |             |  |
|                | Isabelle Maille          | Les Verts        | 1 801        | 3,17         |             |             |  |
|                | Virginie Cerutti         | RPF              | 1 685        | 2,96         |             |             |  |
|                | Joëlle Gardelle          | PCF              | 1 346        | 2,37         |             |             |  |
|                | Pascale Cahour           | Extrême droite   | 1 085        | 1,91         |             |             |  |
|                | Claudine Copin           | LCR              | 640          | 1,13         |             |             |  |
|                | Anne Brivary             | LO               | 605          | 1,06         |             |             |  |
|                | Daniel Bernard           | Pôle républicain | 591          | 1,04         |             |             |  |
|                | Michel Masse             | MNR              | 395          | 0,65         |             |             |  |
|                | Jean-Michel Micas        | MPF              | 372          | 0,65         |             |             |  |
|                | Michel Dalla Santa       | ÉD               | 349          | 0,61         |             |             |  |
|                | Françoise Bouquet        | S&P              | 100          | 0,18         |             |             |  |
|                |                          |                  |              |              |             |             |  |
| Inscrits       | Inscrits                 | Inscrits         | 86 129       | 100,00       | 86 231      | 100,00      |  |
| Abstentions    | Abstentions              | Abstentions      | 28 284       | 32,84        | 32 354      | 37,52       |  |
| Votants        | Votants                  | Votants          | 57 845       | 67,16        | 53 877      | 62,48       |  |
| Blancs et nuls | Blancs et nuls           | Blancs et nuls   | 986          | 1,7          | 2 029       | 3,77        |  |
| Exprimés       | Exprimés                 | Exprimés         | 56 859       | 98,3         | 51 848      | 96,23       |  |

Le suppléant de Jean-François Régère était Laurent Gardinier, propriétaire viticulteur.

### Élections de 2007
| Candidat       | Candidat                     | Parti          | Premier tour | Premier tour | Second tour | Second tour |  |
| Candidat       | Candidat                     | Parti          | Voix         | %            | Voix        | %           |  |
| -------------- | ---------------------------- | -------------- | ------------ | ------------ | ----------- | ----------- |  |
|                | Jean-François Régère sortant | UMP            | 22 832       | 39,01        | 28 745      | 49,63       |  |
|                | Pascale Got élue             | PS             | 16 450       | 28,11        | 29 179      | 50,37       |  |
|                | Joan Taris                   | UDF–MoDem      | 6 276        | 10,72        |             |             |  |
|                | Jean-Francis Séguy           | CPNT           | 3 164        | 5,41         |             |             |  |
|                | Denis Lemoine                | FN             | 2 437        | 4,16         |             |             |  |
|                | Stéphane Saubusse            | Les Verts      | 2 209        | 3,77         |             |             |  |
|                | Conchita Cimbron             | PCF            | 1 632        | 2,79         |             |             |  |
|                | Philippe Poutou              | LCR            | 1 582        | 2,7          |             |             |  |
|                | Nicole Boissel               | MPF            | 717          | 1,23         |             |             |  |
|                | Guillaume Perchet            | LO             | 502          | 0,86         |             |             |  |
|                | David Lacube                 | Divers         | 362          | 0,62         |             |             |  |
|                | Guy Michaëly                 | MNR            | 274          | 0,47         |             |             |  |
|                | Alain Genestine              | AL             | 87           | 0,15         |             |             |  |
|                |                              |                |              |              |             |             |  |
| Inscrits       | Inscrits                     | Inscrits       | 95 595       | 100,00       | 95 590      | 100,00      |  |
| Abstentions    | Abstentions                  | Abstentions    | 35 895       | 37,55        | 35 777      | 37,43       |  |
| Votants        | Votants                      | Votants        | 59 700       | 62,45        | 59 813      | 62,57       |  |
| Blancs et nuls | Blancs et nuls               | Blancs et nuls | 1 176        | 1,97         | 1 889       | 3,16        |  |
| Exprimés       | Exprimés                     | Exprimés       | 58 524       | 98,03        | 57 924      | 96,84       |  |

### Élections de 2012
| Candidat       | Candidat                    | Parti                    | Premier tour | Premier tour | Second tour | Second tour |  |
| Candidat       | Candidat                    | Parti                    | Voix         | %            | Voix        | %           |  |
| -------------- | --------------------------- | ------------------------ | ------------ | ------------ | ----------- | ----------- |  |
|                | Pascale Got sortante réélue | PS                       | 27 011       | 45,37        | 34 453      | 61,91       |  |
|                | David Gordon-Krief          | UMP                      | 13 534       | 22,73        | 21 201      | 38,09       |  |
|                | Jacques Colombier           | RBM (FN)                 | 9 168        | 15,40        |             |             |  |
|                | Stéphane Le Bot             | FG (PCF) (Divers gauche) | 2 620        | 4,40         |             |             |  |
|                | Stéphane Saubusse           | EÉLV                     | 1 627        | 2,73         |             |             |  |
|                | Jean-Marc Lasserre          | CPNT                     | 1 608        | 2,70         |             |             |  |
|                | Jean-Louis Albentosa        | CpF (MoDem)              | 1 419        | 2,38         |             |             |  |
|                | Philippe Poutou             | NPA                      | 1 264        | 2,12         |             |             |  |
|                | Jean-Claude Martin          | PRV                      | 527          | 0,89         |             |             |  |
|                | Martine Rodriguez           | DLR                      | 339          | 0,57         |             |             |  |
|                | Géraldine Da Cunha          | AÉI                      | 288          | 0,48         |             |             |  |
|                | Marouani Ben Hadj Salem     | LO                       | 131          | 0,22         |             |             |  |
|                |                             |                          |              |              |             |             |  |
| Inscrits       | Inscrits                    | Inscrits                 | 102 499      | 100,00       | 102 509     | 100,00      |  |
| Abstentions    | Abstentions                 | Abstentions              | 42 205       | 41,18        | 44 906      | 43,81       |  |
| Votants        | Votants                     | Votants                  | 60 294       | 58,82        | 57 603      | 56,19       |  |
| Blancs et nuls | Blancs et nuls              | Blancs et nuls           | 758          | 1,26         | 1 949       | 3,38        |  |
| Exprimés       | Exprimés                    | Exprimés                 | 59 536       | 98,74        | 55 654      | 96,62       |  |

### Élections de 2017
Les élections législatives françaises de 2017 ont eu lieu les dimanches 11 et 18 juin 2017.
|                                                                             |                                                                           |                           |                           |                          |                          |
|                                                                             |                                                                           | Premier tour 11 juin 2017 | Premier tour 11 juin 2017 | Second tour 18 juin 2017 | Second tour 18 juin 2017 |
|                                                                             |                                                                           |                           |                           |                          |                          |
|                                                                             |                                                                           | Nombre                    | % des inscrits            | Nombre                   | % des inscrits           |
| Inscrits                                                                    | Inscrits                                                                  | 110 519                   | 100,00                    | 110 514                  | 100,00                   |
| Abstentions                                                                 | Abstentions                                                               | 54 525                    | 49,34                     | 63 806                   | 57,74                    |
| Votants                                                                     | Votants                                                                   | 55 994                    | 50,66                     | 46 708                   | 42,26                    |
|                                                                             |                                                                           |                           | % des votants             |                          | % des votants            |
| Bulletins blancs                                                            | Bulletins blancs                                                          | 631                       | 1,13                      | 3 273                    | 7,01                     |
| Bulletins nuls                                                              | Bulletins nuls                                                            | 288                       | 0,51                      | 1 792                    | 3,84                     |
| Suffrages exprimés                                                          | Suffrages exprimés                                                        | 55 075                    | 98,36                     | 41 643                   | 89,16                    |
|                                                                             |                                                                           |                           |                           |                          |                          |
| Candidat Étiquette politique (partis et alliances)                          | Candidat Étiquette politique (partis et alliances)                        | Voix                      | % des exprimés            | Voix                     | % des exprimés           |
|                                                                             |                                                                           |                           |                           |                          |                          |
|                                                                             | Benoît Simian La République en marche                                     | 18 399                    | 33,41                     | 21 011                   | 50,46                    |
|                                                                             | Pascale Got (députée sortante) Parti socialiste                           | 10 220                    | 18,56                     | 20 632                   | 49,54                    |
|                                                                             | Grégoire de Fournas Front national                                        | 8 794                     | 15,97                     |                          |                          |
|                                                                             | Martine Calvo La France insoumise                                         | 6 229                     | 11,31                     |                          |                          |
|                                                                             | Florence Legrand Les Républicains (Union des démocrates et indépendants)  | 5 242                     | 9,52                      |                          |                          |
|                                                                             | Stéphane Saubusse Europe Écologie Les Verts                               | 1 862                     | 3,38                      |                          |                          |
|                                                                             | Sonia Colemyn Debout la France                                            | 1 302                     | 2,36                      |                          |                          |
|                                                                             | Christophe Capelli Divers droite                                          | 972                       | 1,76                      |                          |                          |
|                                                                             | Stéphane Le Bot Parti communiste français                                 | 921                       | 1,67                      |                          |                          |
|                                                                             | Julien Brard Divers (Union populaire républicaine)                        | 329                       | 0,60                      |                          |                          |
|                                                                             | François-Régis Taveau Extrême droite (Souveraineté, identité et libertés) | 328                       | 0,60                      |                          |                          |
|                                                                             | Rémy Coste Lutte ouvrière                                                 | 301                       | 0,55                      |                          |                          |
|                                                                             | Thi Be Nguyen Divers                                                      | 176                       | 0,32                      |                          |                          |
| Source : Ministère de l'Intérieur - Cinquième circonscription de la Gironde |                                                                           |                           |                           |                          |                          |

### Élections de 2022
| Résultats des élections législatives des 12 et 19 juin 2022 de la 5e circonscription de la Gironde |                          |                          |                          |              |              |             |             |
| Candidat                                                                                           | Candidat                 | Parti et coalition       | Nuance                   | Premier tour | Premier tour | Second tour | Second tour |
| Candidat                                                                                           | Candidat                 | Parti et coalition       | Nuance                   | Voix         | %            | Voix        | %           |
| | Grégoire de Fournas      | RN                       | RN                       | 16 672       | 28,55        | 26 263      | 53,28       |
| | Olivier Maneiro,         | LFI (NUPES)              | NUP                      | 15 134       | 25,92        | 23 026      | 46,72       |
| | Karine Nouette-Gaulain,  | H (ENS)                  | ENS                      | 14 876       | 25,47        |             |             |
| | Viviane Chaine-Ribeiro   | LR (UDC)                 | LR                       | 2 485        | 4,26         |             |             |
| | Stéphane Sence           | LMR                      | DVD                      | 2 472        | 4,23         |             |             |
| | Roxane Maury             | REC                      | REC                      | 2 257        | 3,86         |             |             |
| | Benoît Simian,           | H diss.                  | DVC                      | 2 150        | 3,68         |             |             |
| | Virginie Bastien         | PA                       | ECO                      | 946          | 1,62         |             |             |
| | Thierry Fagegaltier      | LO                       | DXG                      | 756          | 1,29         |             |             |
| | Maryse Ghibaudo          | GF (UPF)                 | DSV                      | 648          | 1,11         |             |             |
| | Vincent Opifex           | MLP                      | DIV                      | 1            | 0,00         |             |             |
| Votes valides                                                                                      | Votes valides            | Votes valides            | Votes valides            | 58 397       | 97,40        | 49 289      | 85,28       |
| Votes blancs                                                                                       | Votes blancs             | Votes blancs             | Votes blancs             | 1 110        | 1,85         | 6 492       | 11,23       |
| Votes nuls                                                                                         | Votes nuls               | Votes nuls               | Votes nuls               | 449          | 0,75         | 2 014       | 3,48        |
| Total                                                                                              | Total                    | Total                    | Total                    | 59 956       | 100          | 57 795      | 100         |
| Abstention                                                                                         | Abstention               | Abstention               | Abstention               | 61 029       | 50,44        | 63 204      | 52,24       |
| Inscrits / participation                                                                           | Inscrits / participation | Inscrits / participation | Inscrits / participation | 120 985      | 49,56        | 120 999     | 47,76       |

### Élections de 2024
| Candidat                 | Candidat                 | Parti et coalition       | Nuance                   | Premier tour | Premier tour | Second tour | Second tour |
| Candidat                 | Candidat                 | Parti et coalition       | Nuance                   | Voix         | %            | Voix        | %           |
| ------------------------ | ------------------------ | ------------------------ | ------------------------ | ------------ | ------------ | ----------- | ----------- |
|                          | Grégoire de Fournas      | RN                       | RN                       | 35 457       | 42,32        | 39 656      | 49,37       |
|                          | Pascale Got              | PS (NFP)                 | UG                       | 26 631       | 31,79        | 40 665      | 50,63       |
|                          | Stéphane Sense           | HOR (ENS)                | ENS                      | 15 576       | 18,59        | Retrait     | Retrait     |
|                          | Benoît Simian            | AC (LC)                  | DVC                      | 3 041        | 3,63         |             |             |
|                          | Laurent Toussaint        | NÉ (UDC)                 | DVD                      | 2 218        | 2,65         |             |             |
|                          | Thierry Fagegaltier      | LO                       | EXG                      | 858          | 1,02         |             |             |
|                          |                          |                          |                          |              |              |             |             |
| Votes valides            | Votes valides            | Votes valides            | Votes valides            | 83 781       | 97,37        | 80 321      | 93,17       |
| Votes blancs             | Votes blancs             | Votes blancs             | Votes blancs             | 1 641        | 1,91         | 4 525       | 5,25        |
| Votes nuls               | Votes nuls               | Votes nuls               | Votes nuls               | 618          | 0,72         | 1 360       | 1,58        |
| Total                    | Total                    | Total                    | Total                    | 86 040       | 100          | 86 206      | 100         |
| Abstention               | Abstention               | Abstention               | Abstention               | 37 023       | 30,08        | 36 874      | 29,96       |
| Inscrits / participation | Inscrits / participation | Inscrits / participation | Inscrits / participation | 123 063      | 69,92        | 123 080     | 70,04       |